# Monastère San Felice
Le monastère San Felice était l'un des principaux monastères bénédictins féminins de Pavie; fondé depuis l'époque lombarde, il a été supprimé au XVIIIe siècle. Une partie de l'église et la crypte survivent du complexe lombard d'origine.

## Histoire
La première attestation de ce monastère remonte à 760, lorsque le roi lombard Didier et son épouse, la reine Ansia, le confirmèrent sous la juridiction du monastère Santa Giulia à Brescia.
Peut-être en référence à cette reine (ou à une autre reine lombarde), on l'appelait communément le monastère de la reine. La dédicace officielle était initialement à Saninte Marie et aux saints Pierre et Paul; il a été appelé de Saint Felix vers l'an 1000, après que la relique de ce saint ait été placée dans l'église. Au IXe siècle, le monastère est mentionné dans 4 diplômes royaux et dans la seconde moitié du même siècle, le titre du Sauveur a été remplacé par la Reine. En 851, l'institution est confirmée comme dépendance du monastère de Brescia au nom de la reine : Lothaire et Louis le Germanique en font don à Gisla, respectivement fille et sœur des deux souverains. En 868, le monastère fut donné par l'empereur Louis le Germanique à son épouse Engelberge, possession confirmée par le roi Arnulf de Carinthie en 889.
En 890, Æthelswith, sœur du roi anglais Alfred le Grand et épouse du roi de Mercie Burgred, décédé à Pavie, y fut enterrée. En 891, Guy III de Spolète a fait don du monastère à sa femme Ageltrude de Bénévent et, par cet acte, les relations avec le monastère Santa Giulia à Brescia ont cessé, en commençant celles avec le monastère de San Salvatore à Pavie. Le corps passa alors sous le contrôle des souverains de la dynastie ottonienne : une plaque placée à l'intérieur de l'église rappelle les interventions de construction commanditées par l'empereur Otton III en 980. Le même souverain en 1001 confirma au monastère les privilèges et dons obtenus des rois précédents. et des empereurs, rappelant également que l'institution gardait une relique du bois de la Croix, ainsi que les restes du martyr dalmate Félix. Au cours des siècles centraux du Moyen Âge (IX-XII), le monastère a reçu de nombreuses donations impériales et des diplômes d'immunité et de confirmation de ses possessions par les empereurs Otto III, Henri II, Conrad II, Henri IV. En particulier, avec le diplôme de l'empereur Henri II de 1014, le monastère a obtenu des actifs sur le lac Majeur, à Coronate, Voghera, Travacò Siccomario, Pieve Porto Morone et Tromello.
Au XIe siècle, le monastère connut une phase de grande expansion et de prospérité, son autonomie fut également confirmée par l'empereur Henri II, mais en 1025 Conrad II le Salique le plaça sous le contrôle de l'évêque de Novare, tandis qu'Henri III le rendit à nouveau autonome. En 1060, l'empereur Henri IV confia à nouveau l'institution au prélat de Novare, sous qui elle resta jusqu'à la fin du XIIe siècle, date à laquelle elle fut cédée à l'évêque de Pavie. Le monastère a connu une nouvelle floraison au XVe siècle, obtenant des concessions, des exemptions et des possessions à la fois de Filippo Maria Visconti et de Blanche Marie Visconti, de Bonne de Savoie et de Ludovic Sforza et accueillant parmi les religieuses des représentantes des principales lignées urbaines, telles comme l'abbesse Andriola de' Barrachis (documentée entre 1446 et 1506), peintre de talent (deux de ses tableaux sont conservés aux Musées Civiques de Pavie), qui a parrainé la rénovation du monastère dans la dernière décennie du XVe siècle.
Il possédait également de vastes possessions dans la région de Pavie et ailleurs, dont témoignent de nombreux documents d'archives. La possession de Pieve Porto Morone a été particulièrement longue. Toujours au XVIIIe siècle, le monastère avait un revenu de 34 000 lires et abritait jusqu'à soixante religieuses.
Le monastère a été supprimé en 1785. Après la suppression, le gouvernement autrichien a chargé l'architecte Leopoldo Pollack d'élaborer un plan pour transformer le complexe en orphelinat (la sobre façade néoclassique donnant sur la Piazza Botta est due à Pollack). L'orphelinat a été actif de 1792 jusqu'aux années 1950, date à laquelle il a été cédé à l'université. Il abrite actuellement les départements de philosophie et de psychologie et le département d'économie et des sciences commerciales (anciennement la faculté d'économie et de commerce) de l'Université de Pavie sous le nom de Palazzo San Felice.

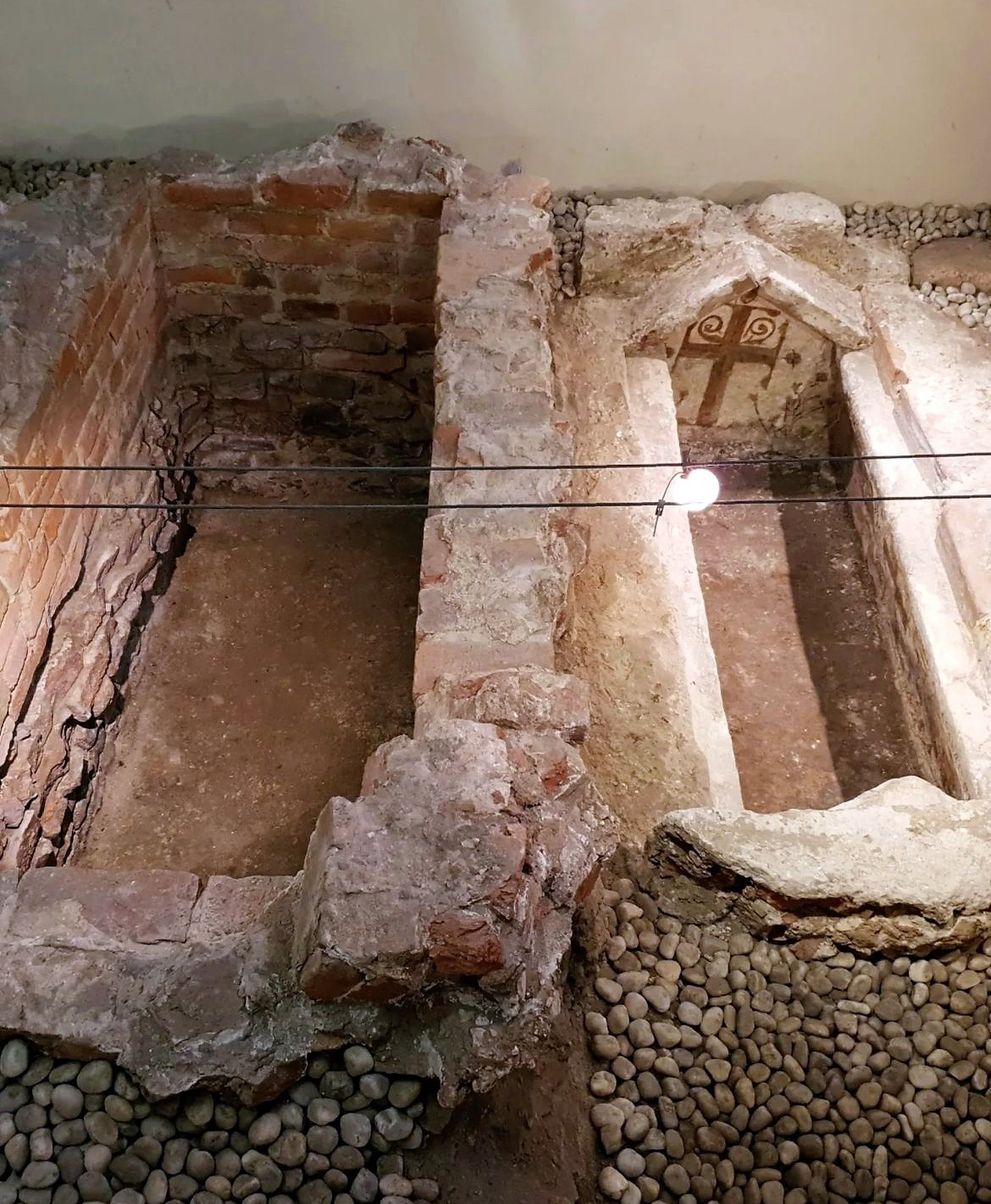
Des tombeaux de l'époque lombarde ont refait surface à l'intérieur de l'église.
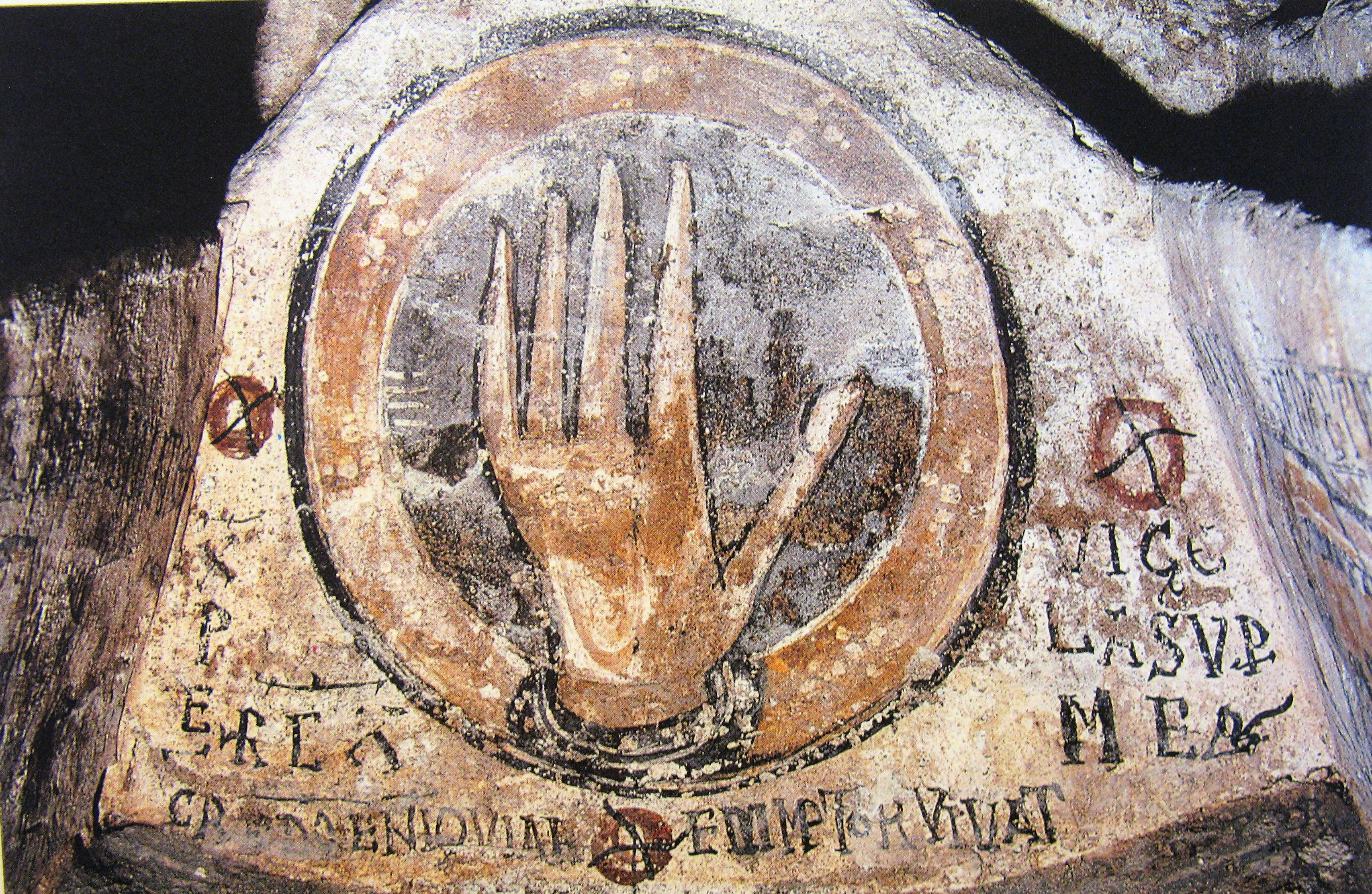
Les décors d'une des tombes (VIIIe siècle).
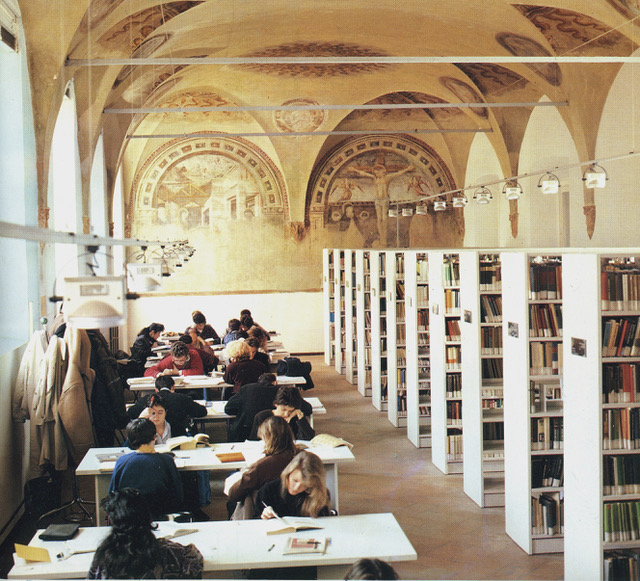
Bibliothèque de la Faculté des sciences économiques.
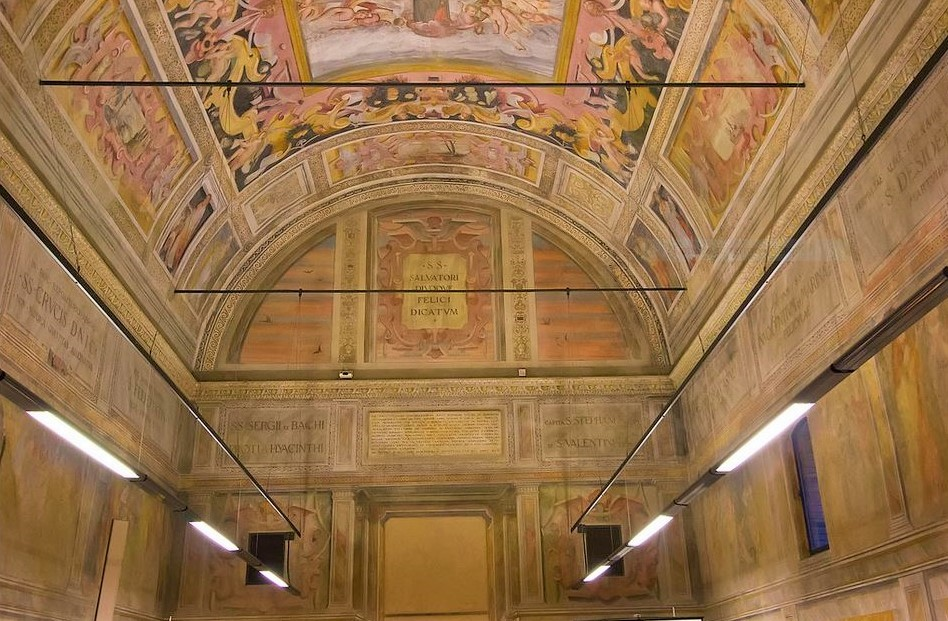
L'intérieur de l'ancienne église.
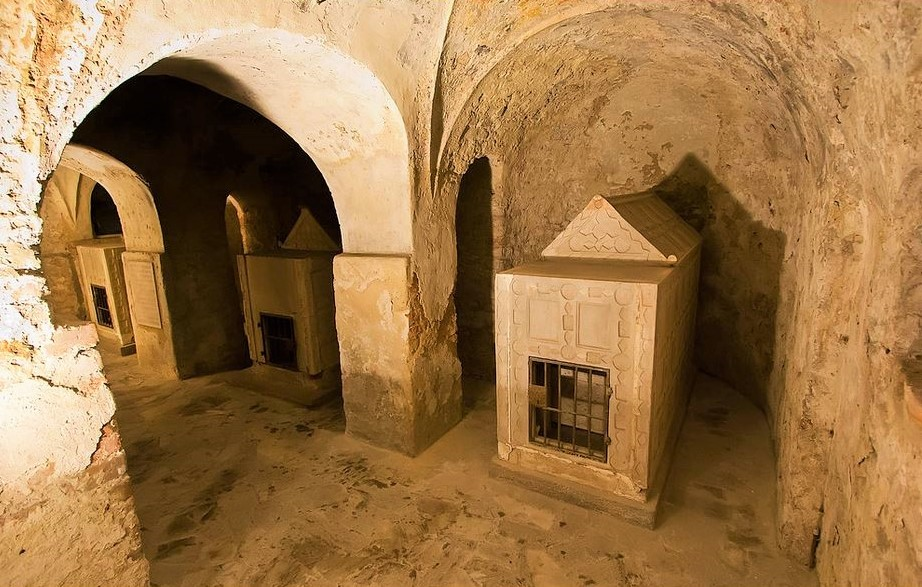
La crypte aux arches (Xe siècle).
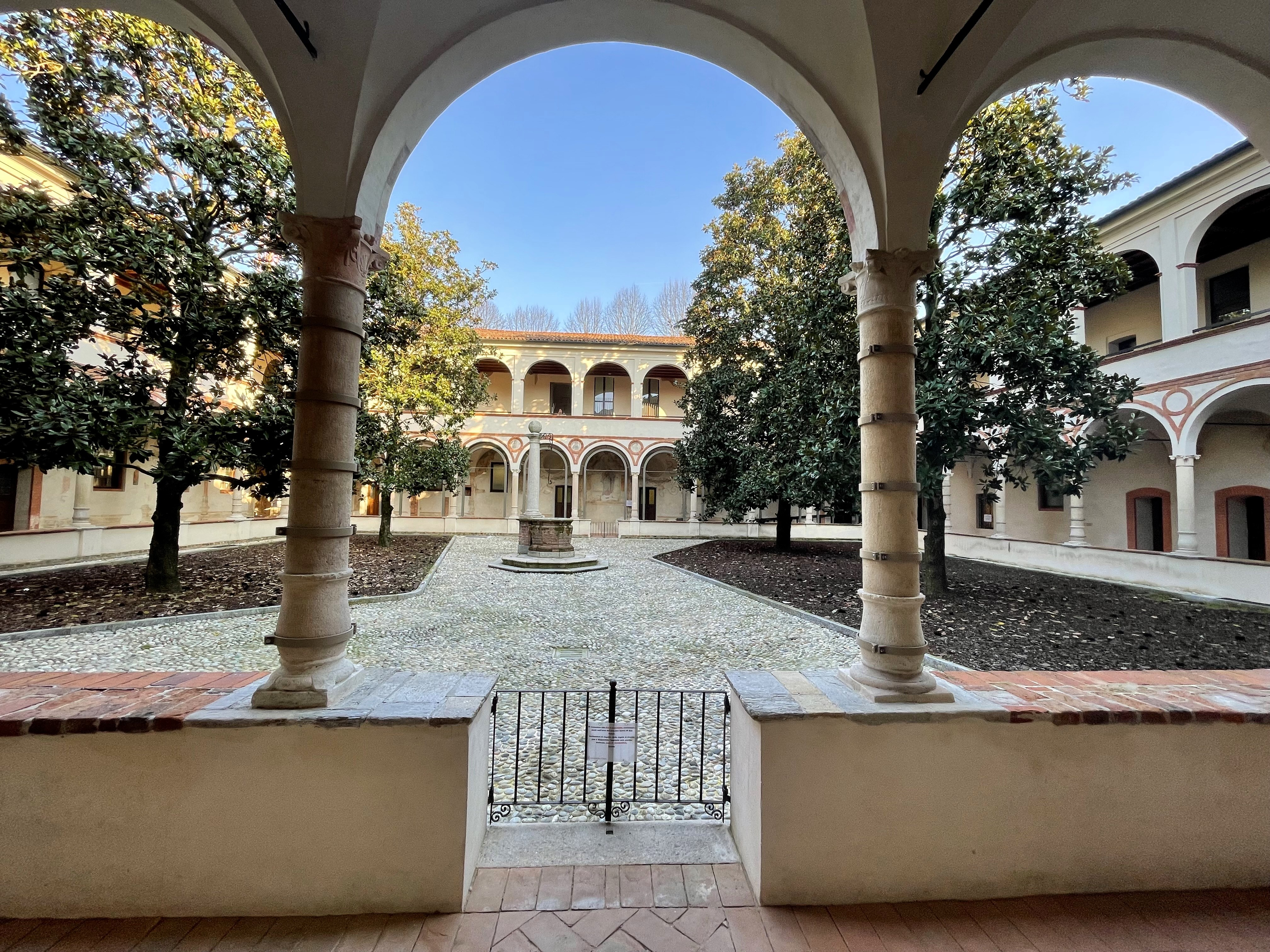
Le cloître, 1493-1500.

## Description

### L'église
Des fouilles archéologiques récentes ont permis de reconstituer avec plus de précision l'histoire architecturale de l'église qui remonte entre le VIIIe siècle et a été construite sur les vestiges d'édifices de l'époque romaine tardive. A l'origine, l'édifice avait une salle unique et trois absides et était pourvu à l'extérieur d'un atrium, destiné à servir de sépulture, incorporé au Xe siècle par l'église. Lors des fouilles de 1996/97, huit tombes capucines ont été découvertes (tandis que d'autres sépultures ont été découvertes via San Felice), dont certaines étaient décorées de fresques intérieures avec des images sacrées et qui sont visibles à l'intérieur de la salle universitaire qui occupe l'espace de l'ancienne église. Ces sépultures remontent au VIIIe siècle et dans l'une d'elles il y a une inscription avec le nom de l'abbesse Ariperga, la première récipiendaire de la tombe, tandis que dans une autre tombe le squelette d'une religieuse a été retrouvé accompagné d'un anneau en bronze doré avec serti de pierres précieuses et de sandales en cuir aux pieds. À l'extérieur, le long de via San Felice, vous pouvez encore voir les murs médiévaux de l'église, caractérisés, comme San Salvatore à Brescia et Santa Maria della Cacce à Pavie, par de hauts arcs aveugles avec de petites fenêtres. Le bâtiment a subi des rénovations à la Renaissance et à l'époque moderne, comme la loggia du XVe siècle qui abritait le chœur des religieuses. Au XVIIe siècle, l'église a été allongée et a été entièrement refaite à fresque, les inscriptions le long des murs remontent également à ces interventions, énumérant les reliques contenues dans l'édifice sacré : Saint George, un fragment de la Croix, Saint Felix, Saint Didier, Saint Sergio et Saint Bacchus. En 1611, l'abbesse Bianca Felicita Parata da Crema fit transcrire l'épigraphe sur le mur nord de l'église avec laquelle les interventions de construction promues par l'empereur Otto I et l'inhumation à l'intérieur de l'église du corps de Felicita, fille du souverain et religieuse, ont été transcrits au monastère.

### La crypte
Au-dessous de l'église se trouve l'un des principaux exemples d'architecture lombarde à Pavie : la crypte. L'environnement est pourvu d'un couloir et pourvu de trois cavités absidiales et de niches creusées légèrement en profondeur dans les parois latérales. L'accès à la crypte était garanti par deux passages, placés de part et d'autre de celle-ci, afin de permettre la descente et la montée lors des rites et processions. À l'intérieur de la crypte se trouvent trois grandes arches reliquaires en marbre de Carrare, avec un toit à pignon, datant du Xe siècle et, probablement, les rares restes de plâtre vert et noir sur la voûte datent également de la même période.

### Le cloître
A l'église il y a aussi un grand cloître Renaissance. Le cloître a été construit entre 1493 (lorsque l'abbesse obtint de la municipalité des terrains publics pour agrandir le complexe monastique) et les toutes premières années de la suivante, en effet une inscription fut gravée à l'intérieur du col d'un chapiteau qui rappelait comment l'abbesse Andriola de' Barrachis fit exécuter les travaux en l'an 1500. Le cloître, de style Renaissance, est pourvu de 30 colonnes de marbre à chapiteaux à volutes et de bases, certaines différentes, pour les décorations en terre cuite des arcs et, dans les écoinçons, pour les clipei dans lesquels sont peints à fresque des bustes de religieuses, où vous pouvez encore les voir. Même dans les arcs et les murs, il y a des restes de fresques, datant pour la plupart du XVIe siècle, tandis que dans la partie nord du cloître, il y a un pilier en brique, seul élément subsistant du cloître roman précédent.